# NBA Live 09
 (novembre 2018).
Si vous disposez d'ouvrages ou d'articles de référence ou si vous connaissez des sites web de qualité traitant du thème abordé ici, merci de compléter l'article en donnant les références utiles à sa vérifiabilité et en les liant à la section « Notes et références ».
NBA Live 09 est un jeu vidéo de basket-ball sorti en 2008 et fonctionne sur PlayStation 2, PlayStation 3, PlayStation Portable, Wii, Xbox 360 et téléphone mobile. Le jeu a été développé par EA Canada et HB Studios puis édité par Electronic Arts.